# Alto Alegre (São Paulo)
Alto Alegre is een gemeente in de Braziliaanse deelstaat São Paulo. De gemeente telt 4.267 inwoners (schatting 2009).

## Aangrenzende gemeenten
De gemeente grenst aan Braúna, Getulina, Luiziânia, Penápolis en Promissão.